# Seznam králů Númenoru
Toto je seznam králů Númenoru, ostrovního království ve fiktivním fantasy světě anglického spisovatele J. R. R. Tolkiena. Zdroj k tomuto seznamu představuje především třetí kapitola v druhé části Tolkienových Nedokončených příběhů. Informace týkající se některých panovníků a především pak vlády posledního númenorského krále Ar-Pharazôna se nacházejí v Silmarillionu v části Akallabêth popisující pád Númenoru. Zkrácenou verzi tohoto příběhu obsahuje také část Dodatky v Tolkienově Návratu krále.
Králové Númenoru zpočátku přijímali jména v elfské quenijštině, počínaje Ar-Adûnakhôrem se však pojmenovávali v númenorském, tedy adûnajském jazyce. Výjimku představoval předposlední númenorský panovník Tar-Palantír.

## Králové Númenoru

### Elros
Elros byl v letech 32 – 442 druhého věku prvním númenorejským králem. Jako vládce ostrova přijal quenijské jméno Tar-Minyatur a v adûnajštině byl nazýván Gimilzôr. Elros byl synem Eärendila a Elwing a dvojčetem půlelfa Elronda. Narodil se v průběhu prvního věku v Sirionských přístavech. Po zkáze Beleriandu během války hněvu se na rozdíl od svého bratra rozhodl být souzen s lidmi, načež s přeživšími Edain odplul na darovaný ostrov Númenor, kde založil svou královskou dynastii.
Tar-Minyatur vládl Númenoru dlouhých 410 let až do roku 442 D. v., kdy ve svých pěti stech letech zemřel a na trůn nastoupil jeho syn Vardamir.

### Vardamir
Vardamir přezdívaný Nólimon bývá pokládán za druhého krále Númenoru. Po smrti svého otce Elrose v roce 442 D. v. však nenastoupil na trůn, nýbrž předal královské žezlo svému synovi Tar-Amandilovi. I tak je ovšem pokládán za druhého krále a bývá označován za jeden rok vládnoucího.

### Tar-Amandil
Tar-Amandil v adûnajštině Ar-Aphanuzîr vládl Númenoru jako jeho třetí král v letech 442 až 590 D. v.. Narodil se v roce 192 a na trůn nastoupil po odstoupení svého otce Vardamira v roce 442. Vládl 148 let a trůnu se vzdal ve prospěch svého syna Elendila v roce 590. Tar-Amandil zemřel v roce 603.

### Tar-Elendil
Tar-Elendil, v adûnajštině Ar-Gimilzîr, vládl Númenoru jako jeho čtvrtý král v letech 590 – 740 D. v.. Narodil se v roce 350 a vládl od roku 590, kdy se jeho otec Tar-Amandil vzdal trůnu. Král Tar-Elendil přezdívaný Parmaitë proslul velkou učeností a tím, že osobně sepsal množství knih a legend. Za jeho panování se první lodě Númenorejců doplavily do Středozemě. Jeho prvorozená dcera Silmariën se vdala a narodil se jí syn Valandil, který se později stal prvním z pánů v Andúnië. Z tohoto rodu pak pocházel i poslední pán z Andúnië, Elendil. Tar-Elendil vládl do roku 740, kdy se vzdal trůnu a na jeho místo nastoupil jeho syn Meneldur. Tar-Elendil zemřel v roce 751.

### Tar-Meneldur
Tar-Meneldur vlastním jménem Irimon, v adûnajštině známý jako Ar-Minûlzûr, vládl Númenoru v letech 740 – 883 D. v., jako jeho pátý král. Irimon se narodil v roce 543 jako třetí dítě a první syn Tar-Elendila. Jméno Meneldur přijal pro svou lásku k hvězdám. Proslul svou moudrostí a trpělivostí. Kvůli znovupovstání Sauronova ducha ve Středozemi se záhy vzdal trůnu ve prospěch svého syna Tar-Aldariona.

### Tar-Aldarion
Tar-Aldarion, původním jménem Anardil, vládl na Númenoru v letech 883 – 1075 D. v. jako jeho šestý král. Narodil se v roce 700 jako nejstarší dítě a jediný syn Tar-Meneldura. Jméno Aldarion přijal pro svou zálibu ve vysazování lesů, jejichž dřevo užíval ke stavbě númenorského loďstva. Ze stavitele lodí Tar-Aldariona se později stal velký mořeplavc. Často se plavil do Středozemě, kde pobýval v Lindonu u svého přítele Gil-galada. Jeho jediným potomkem byla dcera Ancalimë. Tar-Aldarion kvůli ní změnil zákon o nástupnictví a v roce 1075 se jeho následníkem stala právě Ancalimë. Tar-Aldarion zemřel v roce 1098.

### Tar-Ancalimë
Tar-Ancalimë vládla jako šestý vládce a zároveň jako první vládnoucí královna Númenoru v letech 1075 – 1280 D. v.. Narodila se v roce 873 a panovala dlouhých 205 let. Byla pyšná a svéhlavá. Tar-Ancalimë se potýkala s odporem svých příbuzných, kteří odsuzovali nástupnickou reformu jejího otce a zpochybňovali její nárok na númenorský trůn. Vdala se v roce 1000 za Vardamirova potomka Hallacara. Po narození jejich syna Anáriona se však se svým manželem rozešla. Proti politickým záměrům svého otce neposkytla Gil-galadovi žádnou pomoc. Jejím nástupcem se stal její syn Anárion.

### Tar-Anárion
Tar-Anárion vládl Númenoru v letech 1280 – 1394 D. v. jako jeho osmý král. Narodil se v roce 1003 a byl synem královny Tar-Ancalimë. Na trůn nastoupil v roce 1280 a panoval 114 let, načež se v roce 1394 vzal trůnu ve prospěch svého syna Súriona. Tar-Anárion zemřel v roce 1404.

### Tar-Súrion
Tar-Súrion vládl Númenoru v letech 1394 – 1556 D. v. jako jeho devátý král. Narodil se v roce 1174 jako třetí dítě krále Tar-Anáriona. Na trůn nastoupil po odstoupení svého otce v roce 1394, neboť jeho dvě starší sestry vládnout odmítly. Tar-Súrion panoval 162 let, načež v roce 1556 odstoupil a v roce 1574 zemřel. Na jeho místo pak nastoupila jeho dcera Telperiën.

### Tar-Telperiën
Tar-Telperiën vládla Númenoru v letech 1556 – 1731 D. v. jako jeho desátý panovník. Narodila se v roce 1320 a po odstoupení otce Tar-Súriona se v roce 1556 stala druhou vládnoucí královnou ostrova. Númenoru vládla 175 let do roku 1731, kdy zemřela. Neboť se nikdy nevdala a byla bezdětná, nastoupil po její smrti na trůn její synovec Minastir.

### Tar-Minastir
Tar-Minastir byl v letech 1731 – 1869 D. v. jedenáctým panovníkem Númenoru. Narodil se v roce 1474 jako syn Isilma, který byl druhým dítětem Minastirova děda Tar-Súriona. Na trůn nastoupil v roce 1731, po smrti své tety, královny Tar-Telperiën. Své jméno získal díky tomu, že nechal na západním pobřeží Númenoru zbudovat vysokou věž, z níž často hleděl směrem na západ. Za jeho vlády zesílila touha Númenorejců plavit se proti příkazu Valar na západ, do zemí Neumírajících. Král Tar-Minastir elfům záviděl, ale nadále je miloval. Když za jeho vlády Sauronova vojska napadla elfy v Eriadoru, vyslal jim Tar-Minastir na pomoc svou mocnou flotilu. Jen díky jeho pomoci se podařilo válku se Sauronem vyhrát. Tar-Minastir se vzdal vlády v roce 1869 a zemřel o čtyři roky později. Na jeho místo nastoupil jeho syn Ciryatan.

### Tar-Ciryatan
Tar-Ciryatan, v adûnajštině Ar-Balkumagan, vládl Númenoru v letech 1869 – 2029 D. v., jako jeho dvanáctý panovník. Narodil se v roce 1643 a často cestoval z Númenoru na sever, východ i jih. Pohrdal teskněním svého otce Tar-Minastira po západu a údajně to byl právě Ciryatan, který donutil Tar-Minastira v roce 1869 odstoupit. Z Tar-Ciryatana se poté stal mocný vládce, který toužil po dalším bohatství. Jeho loďstvo přiváželo na Númenor ze Středozemě velké množství vzácných kovů a drahokamů a númenorská vojska utlačovala tamní lid. Říká se, že za jeho vlády padl na blaženost Númenoru první stín.

### Tar-Atanamir
Tar-Atanamir přezdívaný Velký a také Neochotný panoval na Númenoru v letech 2029 – 2221 D. v. jako jeho třináctý vládce. Narodil se v roce 1800 a na trůn nastoupil v roce 2029. Za jeho 192 let dlouhé vlády padl na Númenor stín a Númenorejci začali na lidech žijících na pobřeží Středozemě vymáhat vysoké poplatky a tvrdé daně. Tar-Atanamir byl lakomý, pyšný a podobně jako jeho otec stále toužil po větším bohatství. Stal se prvním Númenorejským vládcem, který odmítnul dobrovolně předat korunu svému nástupci. Vládl tak až do roku 2221, kdy jej krátce před smrtí postihlo šílenství.

### Tar-Ancalimon
Tar-Ancalimon vládl na Númenoru v letech 2221 – 2386 D. v. jako jeho čtrnáctý panovník. Narodil se roku 1986 a na trůn nastoupil po smrti svého otce Tar-Atanamira v roce 2221. Za jeho vlády došlo k prvním větším rozporům mezi lidem Númenoru, který se rozdělil na tzv. Královské a Věrné. Většina lidu, jež se označovali jako Královští, následovala krále v odcizování si západu a odkazu Valar. Věrní pak Valar a elfy v tajnosti nadále ctili. Tar-Ancalimon vládl do roku 2386, kdy jej vystřídal jeho syn Tar-Telemmaitë.

### Tar-Telemmaitë
Tar-Telemmaitë vládl na Númenoru v letech 2386 – 2526 D. v. jako jeho patnáctý panovník. Narodil se roku 2136 a na trůn nastoupil po svém otci Tar-Ancalimonovi v roce 2386. Své jméno získal pro svou zálibu ke stříbru. Tar-Telemmaitë navíc stále vybízel své služebníky k hledání vzácného kovu mitril. Zemřel v roce 2526 a na jeho místo usedla jeho dcera Tar-Vanimeldë.

### Tar-Vanimeldë
Tar-Vanimeldë vládla na Númenoru v letech 2526 – 2637 D. v. jako jeho šestnáctý vládce a zároveň jako jeho třetí vládnoucí královna. Narodila se v roce 2277 a vládla od smrti svého otce v roce 2526. Tar-Vanimeldë však před vládnutím dávala raději přednost hudbě a tanci a správu země proto za ni obstarával její manžel Herucalmo. Po smrti Tar-Vanimeldë v roce 2637 upřel její manžel právo na trůn jejich synovy Alcarinovi a sám se oficiálně chopil moci jako Tar-Anducal.

### Tar-Anducal
Tar-Anducal, v adûnajštině Herucalmo, známý jako Uchvatitel fakticky vládl Númenoru mezi lety 2637 a 2657 D. v.. Moc získal po smrti své manželky Tar-Vanimeldë, když upřel nárok na trůn svému synovi Tar-Alcarinovi. Proto nebývá započítáván do linie númenorských králů.

### Tar-Alcarin
Tar-Alcarin byl v letech 2657 – 2737 D. v. sedmnáctým vládcem Númenoru. Narodil se v roce 2406 a na trůn měl nastoupit po smrti své matky Tar-Vanimeldë v roce 2637. Jeho otec Herucalmo však Alcarinovi nárok na trůn upřel a sám dvacet let vládl jako Tar-Anducal. Tar-Alcarin tak fakticky nastoupil na trůn až v roce 2657 a vládl do své smrti v roce 2737.

### Tar-Calmacil
Tar-Calmacil, v adûnajštině Ar-Belzagar, vládl Númenoru v letech 2737 – 2825 D. v., jako jeho osmnáctý panovník. Narodil se v roce 2516. V mládí se proslavil jako mocný kapitán, když dobyl rozlehlá území na pobřeží Středozemě a dokonce donutil Saurona, aby stáhnul svou moc dál od pobřeží. Na trůn nastoupil po smrti svého otce Tar-Alcarina v roce 2737. Panoval 88 let do své smrti v roce 2825.

### Tar-Ardamin
Tar-Ardamin, v adûnajštině Ar-Abattarîk, vládl Númenoru v letech 2825 – 2899 D. v., jako jeho devatenáctý panovník. Narodil se v roce 2618 a na trůn nastoupil po smrti svého otce Tar-Calmacila v roce 2825. Vládl Númenoru 74 let, až do své smrti v roce 2899, kdy jej nahradil jeho syn známý jako Ar-Adûnakhôr.

### Ar-Adûnakhôr
Ar-Adûnakhôr byl v letech 2899 – 2962 D. v. dvacátým vládcem Númenoru. Narodil se v roce 2709 a na trůn nastoupil po smrti svého otce Tar-Ardamina. Byl prvním králem, který přijal svůj titul v adûnajštině. Přesto byla quenijská podoba jeho jména, Tar-Herunúmen, zapsána do královských svitků. V překladu znamenalo jeho jméno Pán Západu, což lidé, kteří zůstali věrní Valar pokládali za rouhání. Za vlády Ar-Adûnakhôra bylo zakázáno vyučovat elfské jazyky a lodě z ostrova Tol Eressëa již na Númenor připlouvali jen velmi zřídka a pouze tajně. Ar-Adûnakhôr vládl 63 let do své smrti v roce 2962, kdy jej na trůnu vystřídal jeho syn Ar-Zimrathôn.

### Ar-Zimrathôn
Ar-Zimrathôn, v quenijštině Tar-Hostamir, byl v letech 2962 – 3033 D. v. jednadvacátým vládcem Númenoru. Narodil se v roce 2798 a na trůn nastoupil po smrti svého otce Ar-Adunakhôra v roce 2962. Ar-Zimrathôn vládl 71 let a po jeho smrti v roce 3033 jej na trůně nahradil jeho syn Ar-Sakalthôr.

### Ar-Sakalthôr
Ar-Sakalthôr', v quenijštině Tar-Falassion, byl v letech 3033 – 3102 D. v. dvaadvacátým vládcem Númenoru. Narodil se v roce 2876 a na trůn nastoupil po smrti svého otce Ar-Zimrathôna v roce 3033. Ar-Sakalthôr vládl 69 let a po jeho smrti v roce 3102 jej na trůně nahradil jeho syn Ar-Gimilzôr.

### Ar-Gimilzôr
Ar-Gimilzôr, v quenijštině Tar-Telemnar, vládl na Númenoru v letech 3102 – 3177 D. v.. Narodil se v roce 2960 a na trůn nastoupil v roce 3102, když zemřel jeho otec Ar-Sakalthôr. Ar-Gimilzôr byl největším odpůrcem Věrných. Zakázal užívání elfských jazyků, pronásledoval přátele elfů a zakázal vstup k Eruově svatyni. Jeho manželka Inzilbêth tajně patřila mezi Věřné a mezi oběma manžely bylo jen málo lásky. Svár panoval i mezi jejich syny. Starší Inziladûn tíhnul k matce, zatímco podobně jako otec smýšlel jejich mladší syn Gimilkhâd. Ar-Gimilzôr zemřel v roce 3177 a na jeho místo nastoupil jeho syn Inziladûn.

### Tar-Palantír
Tar-Palantír, v adûnajštině Ar-Inziladûn, vládl na Númenoru v letech 3177 – 3255 D. v.. Narodil se v roce 3035 jako prvorozený syn Ar-Gimilzôra a královny Inzilbêth. Přijal jméno Inziladûn neboť měl dobrý zrak a uměl předpovídat budoucnost. Předpověděl, že pokud zemře Bílý strom zanikne i linie númenorských králů. Stejně jako matka sympatizoval s Věrnými a litoval svých předchůdců, kteří se stali nepřáteli Eldar a protivili se vůli Valar. Jeho oponentem a vůdcem Královských byl jeho mladší bratr Gimilkhâd, který následoval příkladu jejich otce Ar-Gimilzôra. Tar-Palantír se stal králem v roce 3177 a během jeho vlády přestali být pronásledováni Věrní. Jedinou jeho dcerou byla Míriel. Tar-Palantír zemřel v roce 3255.

### Tar-Míriel
Tar-Míriel, v adûnajštině Ar-Zimraphel, se měla jakožto nejstarší dítě Tar-Palantíra podle nástupnického práva stát čtvrtou vládnoucí královnou. Po otcově smrti však byla donucena vdát se za svého bratrance Ar-Pharazôna, který se tímto sňatkem zmocnil númenorského trůnu. Tar-Míriel zemřela během zkázy Númenoru.

### Ar-Pharazôn
Ar-Pharazôn zvaný Zlatý, v quenijštině Tar-Calion, vládl Númenoru v letech 3255 – 3319 D. v.. Ar-Pharazôn byl nejmocnějším a zároveň posledním númenorským králem. Narodil se v roce 3118 jako syn Gimilkhâda, mladšího syna krále Ar-Gimilzôra. Po smrti svého strýce Tar-Palantíra v roce 3255 donutil svou sestřenici Tar-Míriel ke sňatku, načež se sám prohlásil králem.
Za jeho vlády dostoupila moc Númenoru svého vrcholu. Ar-Pharazôn totiž zatoužil ovládnout celý svět a jako svého prvního soupeře si vybral samotného Saurona. Se svým loďstvem přistál ve Středozemi a lstivý Sauron se tehdy naoko před královou mocí pokořil. Pyšný Ar-Pharazôn odvezl Saurona jako zajatce na Númenor, kde však Temný pán záhy zkazil srdce většiny tamního lidu a vyprovokoval krále k útoku na samotný Aman, kde se Númenorejci pokoušeli vyrvat z rukou Valar nesmrtelnost. Po přistání númenorejské flotily v Amanu však Valar povolali na pomoc samotného stvořitele Erua, který tehdy změnil podobu celého světa. Ar-Pharazôn i se svou armádou byl pohřben pod padajícími horami a ostrov Númenor byl svržen na mořské dno.
Ze zkázy Númenoru se tehdy zachránila pouze hrstka Věrných v čele s Amandilovým synem Elendilem, kterým se podařilo včas z ostrova uprchnout. Elendil se svými syny Isildurem a Anárionem pak ve Středozemi založili svá království Arnor a Gondor.